# سلاح المهندسين الملكي السعودي
سلاح المهندسين هو أحد أسلحة القوات البرية الملكية السعودية الرئيسية، تأسس في 1949م بغرض تسهيل حركة القوات البرية وتعطيل حركة القوات المعادية، من خلال بناء الجسور وشق الطرق في المناطق الجبلية الوعرة، واكتشاف وتطهير المناطق الملوثة، وزراعة وتفكيك حقول الألغام وفتح الطرق فيها حتى تتمكن القوات البرية من العبور إلى الهدف.

## النشأة
بداية تأسيس سلاح المهندسين في عام 1362 هـ الموافق 1943، عندما شكلت إدارة شعبة الإنشاءات، وأوكلت مهمة صيانة مباني القوات البرية الملكية السعودية إليها وكان مقرها بمدينة الطائف. وفي عام 1366 هـ الموافق 1947، عدل المسمى من إدارة شعبة الإنشاءات إلى سلاح المهندسين الملكي السعودي، وفي عام 1374 هـ الموافق 1954، تم نقل سلاح المهندسين الملكي السعودي من الطائف إلى الرياض مع انتقال وزارة الدفاع والطيران إليها (وزارة الدفاع حاليا)، وأصبح من الأسلحة المساندة التي تتبع هيئة الإمدادات والتموين. وفي عام 1375 هـ الموافق 1955، تم تشكيل أو فوج للمهندسين بالطائف، ثم أعيد تنظيم سلاح المهندسين في عام 1380 هـ الموافق 1960، ليصبح من أسلحة إسناد القتال ومكوناً من قيادة السلاح بالإضافة إلى إدارة الأعمال الهندسية بالرياض، ومدرسة سلاح المهندسين بالطائف وفروع للمهندسين في المناطق وفوج المهندسين بالطائف. 
ونظراً لأهمية سلاح المهندسين في المساندة القتالية في الميدان، تمت في عام 1386 هـ الموافق 1966، مراجعة تشكيل سلاح المهندسين وإضافة معدات المهندسين الثقيلة إلى فروع وسرايا المهندسين الميدانية. ومع بداية عام 1391 هـ الموافق 1971، تم إحداث عدد من وحدات المهندسين، بالإضافة إلى عدد من وحدات إزالة القنابل في جميع مناطق السعودية، وبعض فرق الإطفاء. وفي عام 1397 هـ الموافق 1978، تم تحويل وحدات المهندسين إلى وحدات آلية، وفي عام 1402 هـ الموافق 1982، أدخلت الجسور متوسطة العوارض، والجسور المحمولة على الدبابات، وحصائر الطرق والمطارات المحمولة، بالإضافة إلى معدات زراعة الألغام وأجهزة الكشف على الألغام ومعدات فتح الثغرات ودبابات المهندسين لإزالة الموانع والاستحكامات الخرسانية.
وتوالى التطوير ليتم في بداية عام 1418 هـ الموافق 1998، إحداث إدارة جديدة للوقاية من أسلحة التدمير الشامل في 1 جمادى الأولى 1428 هـ الموافق 17 مايو 2007، تشكيل مختبر الوقاية من أسلحة التدمير الشامل بقاعدة الإمدادات والتموين بالخرج .ولم يتوقف تطوير السلاح عند هذا الحد فهناك عدة مشروعات مستقبلية لتطوير وحدات سلاح المهندسين لتواكب التطور الحاصل في أسلحة القوات البرية.

## مركز ومدرسة سلاح المهندسين
تأسست المدرسة عام 1375 هـ، في مدينة الطائف، وعقدت دورات تخصصية لوحدات المهندسين، وكافة فروع القوات المسلحة السعودية. وفي عام 1404 هـ، تعدل إسمها من مدرسة المهندسين إلى مركز ومدرسة سلاح المهندسين، لتتولى تأهيل المجندين وتدريب العسكريين. وبعد ذلك إنتقلت المدرسة والمركز إلى مدينة الملك خالد العسكرية. ويضم المركز العديد من المعامل، والمختبرات، والفصول، وميادين التدريب المزودة بأحدث الأجهزة الحديثة.